# Dudley Clarke
Pour les articles homonymes, voir Clarke.
Dudley Wrangel Clarke, né le 27 avril 1899 à Johannesburg et mort le 7 mai 1974 dans le quartier de Pimlico à Londres, est un militaire britannique, connu comme un pionnier des opérations militaires de déception (désinformation militaire) au cours de la Seconde Guerre mondiale et des opérations commandos.
Il a notamment contribué à la fondation de trois célèbres unités militaires : les Commandos britanniques, le Special Air Service et les United States Army Rangers.